# 18 mars 1903
Le mercredi 18 mars 1903 est le 77e jour de l'année 1903.

## Naissances
- E.O. Plauen (mort le 5 avril 1944), auteur de bande dessinée allemand
- Galeazzo Ciano (mort le 11 janvier 1944), homme politique italien
- Karl Helbig (mort le 9 octobre 1991), explorateur, géographe et ethnologue allemand
- Marcelle Delabie (morte le 29 juillet 1989), personnalité politique française
- René Coustal (mort le 27 septembre 1983), physicien et inventeur français

## Décès
- Paul Flickel (né le 8 avril 1852), peintre allemand
- Schuyler Hamilton (né le 22 juillet 1822), soldat américain, agriculteur, ingénieur

## Événements
- Dissolution des congrégations religieuses non autorisées en France